# Rúben Vezo
Rúben Vezo (Setúbal, 1994. április 25. –) portugál korosztályos válogatott labdarúgó, az Olimbiakósz játékosa.

## Pályafutása
Szülővárosában, Setúbalban kezdett el focizni. Első profi klubja a helyi Vitória FC volt. Debütálására augusztus 18-án került sor, a Porto csapata ellen. Csapata 3-1-re kikapott. Először az Arouca FC csapata ellen játszott végig egy teljes mérkőzést. 
2013. november 4-én aláírt a spanyol Valenciához. Első mérkőzésére február 8-án került sor, a Real Betis Balompié elleni 5-0-ra megnyert mérkőzésen. A 82.-ik percben Philippe Senderos helyére állt be. A 2018–2019-es szezon nem indult túl jól számára. Szeptember 19-én a Juventus elleni Bajnokok ligája mérkőzésen játszott először, amikor 57 perc jutott neki. A bajnokságban két meccsel később, a Real Sociedad ellen mutatkozott be az idényben. Ezt követően a másik baszk klub, az Athletic Bilbao otthonában játszott. A bajnokság felénél összesen 4 meccsen lépett pályára, a nemzetközi kupaporondon hatból 3 mérkőzésen 150 játékperce volt.

## Statisztika
2018. augusztus 20. szerint
| Klub     | Szezon  | Bajnokság | Bajnokság | Kupa  | Kupa | Nemzetközi | Nemzetközi | Összesen | Összesen |
| Klub     | Szezon  | Mérk.     | Gól       | Mérk. | Gól  | Mérk.      | Gól        | Mérk.    | Gól      |
| -------- | ------- | --------- | --------- | ----- | ---- | ---------- | ---------- | -------- | -------- |
| Vitória  | 2013–14 | 12        | 0         | 1     | 1    | 0          | 0          | 13       | 1        |
| Valencia | 2014–15 | 8         | 1         | 3     | 0    | 0          | 0          | 11       | 1        |
| Valencia | 2015–16 | 7         | 0         | 6     | 0    | 6          | 1          | 19       | 1        |
| Granada  | 2016–17 | 18        | 0         | 1     | 0    | 0          | 0          | 19       | 0        |
| Valencia | 2017–18 | 19        | 0         | 7     | 1    | 0          | 0          | 26       | 1        |
| Valencia | 2018–19 | 0         | 0         | 0     | 0    | 0          | 0          | 0        | 0        |

## Sikerei, díjai
- Valencia
  - Spanyol kupa: 2019